# Seznam bosansko-hercegovskih smučarjev
Seznam bosansko-hercegovskih smučarjev.

## A
- Esma Alić

## B
- Enis Bećirbegović
- Arijana Boras

## D
- Nikolina Dragoljević

## H
- Sumejja Hadžić
- Amira Halilović
- Haris Hodžić

## K
- Kristina Kusmuk

## L
- Igor Laikert
- Emir Lokmić

## M
- Šejla Merdanović
- Elvedina Muzaferija

## N
- Žana Novaković

## P
- Ajdin Pašović

## R
- Marko Rudić

## S
- Kerim Sabljica
- Josip Sigmund (? - 1943)

## Š
- Marko Šljivić

## T
- Maja Tadić